# تشيوتشو
تشيو تشو (بالصينية: 周齐宇؛ من مواليد 6 يناير 2000)، والمعروفة أيضًا باسم نيمو تشو واسمها المستعار على الإنترنت المعروف أيضًا باسم نيمسكو، هي لاعبة شطرنج كندية صينية المولد تحمل لقب أستاذة كبيرة وأستاذة دولية. وهي ستريمر على تويتش. لقد كانت بطلة العالم للشباب تحت 14 عامًا، وبطلة وطنية كندية للسيدات، وبطلة وطنية للسيدات الفنلندية. حصلت تشو على أعلى تصنيف بألقاب الاتحاد الدولي للشطرنج وهو 2367 وأفضل تصنيف مهني هو رقم 100 في العالم بين النساء. إنها أول امرأة كندية تحصل على لقب أستاذة دولية أو أستاذة كبيرة، وقد مثلت كندا في أولمبياد الشطرنج للسيدات منذ عام 2014.
بدأت تشو بلعب الشطرنج في فرنسا في سن الثالثة قبل أن تنشأ بشكل أساسي في فنلندا وكندا. اكتسبت شهرة وطنية في فنلندا عندما أصبحت أصغر بطلة فنلندية في الشطرنج على الإطلاق، حيث فازت بالقسم المفتوح لأقل من 10 سنوات عندما كانت في الخامسة من عمرها فقط. أثناء اللعب لفنلندا، حصلت أيضًا على المركز الثاني في قسم الفتيات تحت 8 سنوات في بطولة العالم للشطرنج للشباب في عام 2008 في سن الثامنة وفازت بقسم السيدات في بطولة الشطرنج الفنلندية في عام 2010 في سن العاشرة. كندا في عام 2011. أصبحت بطلة الشطرنج الوطنية للفتيات الكنديات في مستويات أقل من 12 عامًا وتحت 14 عامًا في عامي 2012 و2013 على التوالي، قبل أن تفوز بالبطولة الوطنية للسيدات في عام 2016. وكان أكبر انتصار لها عندما كانت صغيرة هو الفوز ببطولة تحت 14 عامًا. قسم الفتيات في بطولة العالم للشباب للشطرنج في عام 2014. تأهلت تشو للحصول على لقب المرأة الكبرى في عام 2016 مع المعايير في ثلاث بطولات متتالية، اثنتان منها كانتا في كيشكاميت، بالمجر، حيث حصلت أيضًا على 300 نقطة تصنيف من بطولتين سنويًا سابقًا. أفضل انتصار لها في مباراة حسب التصنيف كان ضد تومز كانتانس، وهو في الاتحاد الدولي للشطرنج حصل على تصنيف 2496 في وقت اللعب.
بدأت تشو قناة تويتش، تسمى نيمسكو، في عام 2020، حيث يقوم ببث لعبة الشطرنج بالتعاون مع مشغلي البث الآخرين على موقع شطرنج وأيضًا بث الألعاب الأخرى كجهاز بث متنوع. في أغسطس 2020 وقعت مع شركة ألعاب المنطق المضاد، وهي أول لاعبة شطرنج توقع مع منظمة للرياضات الإلكترونية.

## بداية حياتها
ولدت تشيو تشو في 6 يناير 2000 لوالديها تشانغ رونغ واي يو و جيهان تشو في جينغتشو، الصين. والدتها حاصلة على الدكتوراه في اللغويات الإنجليزية ووالدها حاصل على الدكتوراه في هندسة الكمبيوتر. بدأت تشو بلعب الشطرنج عندما كانت في الثالثة من عمرها بينما كانت تعيش في أنتيب في فرنسا، حيث كان والدها يعمل في المعهد الفرنسي للأبحاث في علوم الحاسب الآلي والأتمتة. أصبحت مهتمة باللعبة لأول مرة بعد رؤية مجموعة الشطرنج أثناء سيرها في الشارع. انضمت بعد ذلك إلى نادي الشطرنج، حيث تعرفت على كفاءتها في لعبة الشطرنج من خلال قدرتها على هزيمة الأولاد البالغين من العمر 10 سنوات على الرغم من خبرتها لمدة شهر واحد فقط في لعب اللعبة.
انتقلت تشو إلى فنلندا في سن الرابعة عندما بدأ والدها العمل في مركز الأبحاث التقنية في فنلندا وجامعة أولو. في أولو، انضمت إلى نادي شاكي 77 للشطرنج وكان يدربها جوني طولونين. في غضون عام، أصبحت أصغر بطلة شطرنج وطنية فنلندية في التاريخ بفوزها بالقسم المفتوح لأقل من 10 سنوات في بطولة الشطرنج الفنلندية للشباب عندما كانت في الخامسة من عمرها. احتفلت بهذا الإنجاز على نطاق واسع في وسائل الإعلام في فنلندا وأدى إلى نشر قصتها في كتاب مدرسي وطني لطلاب المدارس الابتدائية. بالإضافة إلى تكرار لقبها كبطلة لأقل من 10 سنوات لمدة أربع سنوات من عام 2007 حتى عام 2010، فازت تشو ببطولة الشطرنج الوطنية الفنلندية للسيدات في عام 2010 في سن العاشرة.
بصفتها البطلة الوطنية الفنلندي لأقل من 10 سنوات، تأهلت تشو للعب في بطولة العالم للشباب للشطرنج في عدة مناسبات. شاركت في فئة الفتيات تحت 10 سنوات في عام 2005، وسجلت 4½/11 في سن الخامسة. بعد التحول إلى القسم الجديد للفتيات تحت 8 سنوات في بطولتيها العالميتين التاليتين للشباب، فازت تشو بالميدالية الفضية في حدث عام 2008، التي أقيمت في فنغ تاو، فيتنام. مع كالي كيك كمدربة فريقها في المسابقة، سجلت 8½/11، في المركز الثاني خلف زهانسايا عبد الملك فقط التي حصلت على 10/11. في بطولة العالم الأولى للشباب التي أقامتها تشو، أتيحت لها أيضًا فرصة مقابلة لاعبة الشطرنج النسائية الرائدة هو إيفان، والتي طالما اعتبرتها أكبر قدوة لها في لعبة الشطرنج.
عندما كانت تشو تبلغ من العمر 11 عامًا تقريبًا، انتقلت هي وعائلتها إلى أوتاوا، مما دفعها إلى تغيير الاتحادات من فنلندا إلى كندا في عام 2011.

## مهنة الشطرنج

### بطلة العالم تحت 14 سنة (2011–15)
حصلت تشو على تصنيف ألقاب أستاذة دولية الأول لها بعد بطولة العالم للشباب 2010، بدءًا من 1710 في يناير 2011 في سن العاشرة. وبمجرد وصولها إلى كندا، أتيحت لها فرصة أكبر للمنافسة في البطولات مع البالغين. مع الأداء الجيد في كل من بطولة مونتريال المفتوحة 2011 وبطولة العالم للشباب 2011 والتي أدت كل منهما إلى حصولها على 50 نقطة تصنيف، أنهت العام بتصنيف 1782. استمرت تشو في الارتفاع في التصنيف على مدى السنوات العديدة التالية، حيث تجاوزت لأول مرة 1900 في يوليو 2013 بعد شهر من الأداء الجيد في بطولة جاتينو المفتوحة. أصبحت أيضًا بطلة وطنية كندية للشباب في سنوات متتالية، وفازت بقسم الفتيات تحت 12 عامًا في عام 2012 وقسم الفتيات تحت 14 عامًا في عام 2013.
حققت تشو قفزة كبيرة في التصنيف بما يقرب من 200 نقطة في عام 2014. بينما حصلت على تصنيف 2029 في يوليو، سجلت 3½/4 في بطولة أونتاريو الشرقية المفتوحة ضد أربعة منافسين أيضًا بين عامي 2000 و2100، وحصلت على زيادة في التصنيف قدرها 64 نقطة. قرب نهاية عام 2014، حققت تشو أفضل نتيجة لها هذا العام بفوزها بالميدالية الذهبية في فئة الفتيات تحت 14 عامًا في بطولة العالم للشباب في ديربان، جنوب أفريقيا. لقد سجلت 8½ / 11 لتحتل المركز الأول على قدم المساواة مع أوليفيا كيوباسا، اللاعبة الآخرى الوحيدة التي لم تهزم في القسم. لقد كانوا متعادلين أيضًا في معيار الشوط الفاصل الأول، بعد أن تعادلوا ضد بعضهم البعض في الجولة العاشرة. على هذا النحو، انتزعت تشو الميدالية الذهبية في معيار الشوط الفاصل الثاني، والذي كان عبارة عن نظام بوخولز. أعلى تصنيف لها خلال العام كان 2157.
شهدت تشو العديد من القفزات والانخفاضات الكبيرة في التصنيف في عام 2015. بعد انخفاض التصنيف بمقدار 90 نقطة لإغلاق عام 2014، استعادت تشو على الفور جميع نقاط التصنيف هذه في الشهر التالي في حدث الشطرنج ف كيشكاميت للعام الجديد في المجر، حيث سجلت 6/12 ضد المعارضين بمتوسط تقييم. لسنة 2302. بعد خسارتها 99 نقطة في بطولة ريكيافيك المفتوحة، استعادت 75 نقطة في حدثين في كندا في مايو. في أواخر شهر مايو، فازت تشو بقسم الفتيات تحت 18 عامًا في بطولة أمريكا الشمالية للشطرنج للشباب في تولوكا بالمكسيك لتفوز بلقب الأستاذة الدولية. بعد انخفاض كبير آخر في التصنيف في بطولة أمريكا الشمالية للسيدات تحت 20 عامًا، عادت تشو إلى كيشكاميت لبطولتين أخريين في أغسطس. حصلت على 300 نقطة بين البطولتين، بما في ذلك 174 نقطة في الأخيرة. ونتيجة لذلك، ارتفعت إلى تصنيف 2328، متجاوزة كلا من 2200 و 2300 لأول مرة.

### 2016 إلى الوقت الحاضر
خلال عام 2016، حصلت تشو على لقب أستاذة دولية وتأهلت أيضًا لجائزة ألقاب أستاذة كبيرة، والتي لم تتم الموافقة على هذه الأخيرة حتى العام التالي. وكانت أول امرأة كندية تحصل على أي من هذين اللقبين. في تحدي ستوكهولم للشطرنج في مارس، فازت بمباراتها في الجولة الأخيرة ضد تومس كانتانس، الذي كان آنذاك أستاذًا دوليًا حصل على تصنيف 2496 وهو اللاعب الأعلى تقييمًا الذي هزمته. في وقت لاحق من العام، حصلت تشو على جميع المعايير الثلاثة للحصول على لقب أستاذة كبيرة في ثلاث بطولات متتالية تبدأ في يوليو. أقيم الحدثان الأول والثالث في كيشكاميت حيث حققت أداءً جيدًا أيضًا في العام السابق. لقد سجلت 7½ / 10 في بطولة الشطرنج في كيشكاميت لشهر يوليو ثم 7/10 في بطولة الشطرنج في كيشكاميت لشهر يوليو. في ما بين ذلك، سافرت إلى نوفي ساد في صربيا وحققت أفضل أداء لها من بين هذه الأحداث الثلاثة، حيث سجلت 7/9 في بطولة آي إم ريبلجي أوسترفو 3، أي ½ نقطة أكثر مما هو مطلوب للقاعدة. بهذه النتائج الثلاث، صعدت تشو إلى تصنيف الأفضل في مسيرتها المهنية وهو 2367. وأصبحت أيضًا واحدة من أفضل 100 امرأة في العالم من حيث التصنيف وواحدة من أفضل 10 فتيات للمرة الأولى والوحيدة في حياتها المهنية، حيث احتلت المرتبة رقم 100 بين النساء وفي المركز العاشر بالضبط بين الفتيات. كانت آخر نتيجة كبيرة لتشو لهذا العام هي الفوز ببطولة كندا للسيدات بفارق نقطة، وهو الفوز الذي أهلها للمنافسة في بطولة العالم للشطرنج للسيدات في العام التالي.
منذ عام 2017 فصاعدًا، بدأت تشو المنافسة في عدد أقل من بطولات الشطرنج جزئيًا للتركيز على دراستها في الجامعة. دخلت حدث خروج المغلوب في بطولة العالم للشطرنج للسيدات لعام 2017 باعتبارها المصنفة رقم 54 بين 64 منافسًا. واجهت المصنفة 11 ناتاليا بوجونينا في الجولة الأولى، واقصيت في المباراة المكونة من مباراتين 1½ إلى ½ بعد تعادلها في المباراة الأولى باللون الأسود لكنها خسرت المباراة الثانية باللون الأبيض. في نهاية العام، كانت تشو قادرة على الدفاع عن البطولة الوطنية الكندية للسيدات، وخسرت بفارق ½ نقطة أمام مايلي جايد أويليت. بعد أكثر من عام من التوقف عن لعبة الشطرنج التنافسية خلال جائحة كوفيد-19، عادت تشو إلى لعبة الشطرنج في مايو 2021 للمشاركة في بطولة تصفيات كأس العالم الكندية عبر الإنترنت وفازت بنتيجة 7½/8 في جولة مزدوجة. بصفتها المصنفة 82 من بين 103 لاعبة في كأس العالم، إقصيت في الجولة الأولى على يد المصنفة 47 رامش فايشالي، وخسرت كلتا المباراتين من مباراتهما.

### تعليم
بالإضافة إلى لعب الشطرنج، كتبت تشو مقالات عن الشطرنج لقاعدة الشطرنج. عرضت بعض مقالاتها تحليلها الإحصائي للألعاب. لقد أصدرت أيضًا قرصي دي في دي تعليميين من خلال قاعدة الشطرنج، أحدهما على الأفعال والآخر على الفتحات.

## مسابقات الفريق

### الأحداث الدولية
مثلت تشو كندا في مسابقات الفرق الدولية منذ عام 2014. ظهرت لأول مرة في أولمبياد الشطرنج للسيدات في ترومسو في النرويج، حيث لعبت على اللوحة الرابعة خلف يوانلينغ يوان، وناتاليا خودغاريان، والكسندرا بوتيز. سجلت 6½/9 حيث أنهت كندا المركز 41 من أصل 136 فريقًا برصيد 13 نقطة (+6–4=1). في وقت لاحق من العام، شاركت تشو أيضًا في أولمبياد الشطرنج تحت 16 عامًا في جيور بالمجر. أثناء اللعب على اللوحة الاحتياطية، لم يكن أداء تشو جيدًا، حيث سجلت 2½/6 وخسرت 52 نقطة تقييم. كان أداء فريقها أفضل بشكل عام، حيث احتلت المركز الخامس. في أولمبياد الشطرنج للسيدات 2016 في باكو في أذربيجان، أنتجت كندا نتيجة متطابقة لتحتل المرتبة 39 من بين 139 فريقًا. لعبت تشو في اللوحة العليا متقدمًا على يوان وبوتيز ولالي أغبابيشفيلي، لكن كان أداءها سيئًا، حيث سجلت 4½/10 وخسرت 60 نقطة تقييم. جاء أفضل أداء لتشو في أولمبياد الشطرنج للسيدات في عام 2018 في باطوم، جورجيا. أنتجت كندا مرة أخرى نتيجة مماثلة لتحتل المرتبة 38 من بين 150 فريقًا. لعبت تشو في اللوحة الثانية خلف أغنيشكا ماتراس كليمنت وقبل أويليت وسفيتلانا ديمشينكو، وسجلت 7/10 وحصلت على 20 نقطة تقييم.

### أحداث جامعية
كانت تشو عضوًا في فريق الشطرنج بجامعة تورنتو. لقد مثلت الفريق في تحدي رابطة اللبلاب الذي استضافته جامعتها في عامي 2018 و2019 في نادي هارت هاوس للشطرنج. تتألف كل بطولة من ستة فرق، اثنان من جامعة تورنتو وواحد من أربع جامعات مختلفة في الولايات المتحدة. لعبت تشو في الفريق ب في عام 2018 والفريق أ في عام 2019. وقد حققت أداءً جيدًا في كلتا البطولتين، وحصلت على نقاط التصنيف في كلتا المناسبتين. فاز فريقها بالحدث في عام 2019 بفوزه بجميع مبارياته الخمس، مما جعله متقدمًا بمركز واحد على برينستون، الذي فاز في العام السابق.

## البث
بدأت تشو البث على قناة تويتش بوت لايف مع زملائها لاعبي الشطرنج الكنديين الكسندر وأندريا بوتيز في مارس 2020 قبل إطلاق قناتها الخاصة بأسم نيمسكو في يونيو 2020. وهي تتدفق أيضًا على موقع شطرنج، وواصلت التعاون مع الأخوات بوتز وغيرهم من القائمين على البث على موقع شطرنج مثل هيكارو ناكامورا وليفي روزمان. لقد علقت أيضًا على المباريات ودربت المشاركين في بوجتشامبس، وهي سلسلة من البطولات التي يديرها موقع شطرنج للاعبين المشهورين غير الشطرنج والتي بدأت في عام 2020. جمعت تشو أكثر من 100000 متابع على تويتش خلال عام من أول بث لها مع الأخوات بوتز. كان نمو قناتها جزءًا من الزيادة الكبيرة في الاهتمام بالشطرنج عبر الإنترنت في ذلك الوقت المرتبط بجائحة كوفيد-19 التي أبقت الناس حول العالم في منازلهم، ودورات بوجتشامبس التي قدمت لعبة الشطرنج إلى جمهور أوسع، وشعبية مناورة الملكة. كانت تشو أول لاعبة شطرنج توقع عقدًا احترافيًا مع منظمة كبرى للرياضات الإلكترونية، وانضمت إلى ألعاب المنطق المضاد في أغسطس 2020. وحذا العديد من لاعبي الشطرنج الرائدين الآخرين حذوه ووقعوا مع منظمات الرياضات الإلكترونية في وقت لاحق من العام، بدءًا من ناكامورا بعد حوالي أسبوع. تشو هي لاعبة بث متنوع، وتلعب أيضًا ألعابًا أخرى غير الشطرنج مثل ليغ أوف ليجيندز.

## الحياة الشخصية
التحقت تشو بمدرسة العقيد الثانوية وكانت عضوًا في نادي الشطرنج بمركز هجوم. ابتداءً من عام 2017، حصلت على درجة البكالوريوس من جامعة تورنتو مع تخصص مزدوج في الاقتصاد والإحصاء، وتخصصت فرعي في الرياضيات. ذهبت في إجازة من الجامعة في يناير 2021 للتركيز على البث المباشر بدوام كامل.
تنافست تشو في وثب بالزانة في المدرسة الثانوية، ومارس العزف على الفلوت ورياضات أخرى بما في ذلك كرة السلة وكرة الريشة. يمكنها التحدث باللغة الإنجليزية والصينية الماندرين والفنلندية والفرنسية.
أطلق والدا تشو لقب نيمو منذ أن كانت في الثالثة من عمرها بسبب اهتمامها بأحواض السمك، واستوحت الاسم من فيلم البحث عن نيمو الذي صدر في ذلك العام. قام أحد أصدقاء المدرسة الثانوية بتعديله إلى نيموزكو. لقد ذكرت أنها تفضل استخدام نيمو على اسمها الأول. لقد أنشأت اسمها على الإنترنت المعروف أيضًا باسم "كا نيموزكو"، حيث "اكا" هو اختصار للمعيار "المعروف أيضًا ".

## الجوائز والترشيحات
| سنة  | احتفال       | فئة              | نتيجة | مصدر   |
| ---- | ------------ | ---------------- | ----- | ------ |
| 2022 | جوائز ستريمر | أفضل لاعبة شطرنج | مرشحه | [ 45 ] |